# Isidor Bajic
Isidor Bajić (en ciríl·lic serbi: Исидор Бајић) (Kula, Voivodina (Serbia), 16 d'agost, de 1878 - Novi Sad (Voivodina), 15 de setembre, 1915), va ser un compositor, professor i editor serbi.

## Biografia
Bajić va ser alumne de Hans von Koessler a Budapest, va ensenyar a l'escola secundària de Novi Sad, on va fundar una escola de música i va iniciar la publicació de la Revista de Música Sèrbia i la Biblioteca de Música Sèrbia (una edició ocasional de composicions sèrbies). També li interessava el melograph.
La seva obra més important és una òpera nacional romàntica Knez Ivo od Semberije (príncep Ivo de Semberia), basada en el folklore, la temàtica és del primer aixecament serbi contra els turcs a principis del segle XIX, l'any 1804. A més, va escriure un gran nombre d'obres i cançons, i també òperes lleugeres, una simfonia Miloš Obilić (que es va perdre), una obertura Mena, peces per a piano (Rapsodia sèrbia, Àlbum de composicions), cançons amb piano (cicle Cançons de Amor), música coral i música per a bandes de tamburica. Sent romànticament sentimental, melòdicament inventiva, sovint gairebé idèntica a la música popular, aquestes obres el van fer extremadament popular a la regió del seu origen en la seva època. Bajić és recordat per compondre l'himne del moviment sokol serbi: Pesma Srpskih Sokolova ("Cançó dels sokols serbis").
A més, molts poemes de Milorad M. Petrović (1875-1921) musicats per Isidor Bajić es van convertir en clàssics per dret propi (Po Gradini mesečina, Zarudela šljiva Ranka, Moj jablane, Sve dok je tvoga blagog oka i altres) més d'un segle després.